# Arroyo de Enmedio, San Miguel Soyaltepec
Arroyo de Enmedio är en ort i Mexiko.   Den ligger i kommunen San Miguel Soyaltepec och delstaten Oaxaca, i den sydöstra delen av landet, 300 km öster om huvudstaden Mexico City. Arroyo de Enmedio ligger 52 meter över havet och antalet invånare är 230.
Terrängen runt Arroyo de Enmedio är kuperad västerut, men österut är den platt. Runt Arroyo de Enmedio är det ganska tätbefolkat, med 100 invånare per kvadratkilometer. Närmaste större samhälle är Isla Soyaltepec, 13,1 km sydväst om Arroyo de Enmedio. Trakten runt Arroyo de Enmedio består till största delen av jordbruksmark.